# Erika Aifán
Erika Lorena Aifán (1975) è una giudice guatemalteca, famosa per la sua lotta alla corruzione.
Nel 2021, in occasione della Giornata internazionale della donna, le è stato conferito l'International Women of Courage Award dal Segretario di Stato degli Stati Uniti. Nel 2022 si è dimessa e ha dovuto abbandonare il Paese

## Biografia
Aifán lavora con uno staff molto ridotto di tre persone e solo una di queste è permanente. Nel 2016 è diventata giudice "ad alto rischio D". Durante il suo periodo come giudice sono state presentate oltre 75 denunce contro di lei.
Ha avuto a che fare con nove uomini d'affari coinvolti nel dare tangenti al ministro caduto in disgrazia Alejandro Sinibaldi Aparicio. Ha ordinato che pagassero un risarcimento e che si scusassero pubblicamente.
È stata una dei tre giudici, insieme a Gloria Patricia Porras  e Yassmín Barrios Aguilar, ad avere ricevuto il sostegno della Corte interamericana dei diritti umani. Tale tribunale ha disposto che a loro tre venisse data una protezione speciale.  Mentre Aifán si occupava del caso contro il politico Gustavo Alejos, ha ricevuto segnalazioni secondo cui due membri del suo staff avevano manomesso le prove.
Ha sostenuto il suo staff e quando il caso è andato alla Corte Suprema, il suo staff non è stato punito ma promosso. Aifán ha vinto controversie come questa ma ha dovuto assumere avvocati a proprie spese per contrastare le dubbie accuse.
Il 21 marzo 2022 Aifán ha rassegnato le dimissioni ed è fuggita dal Paese per il timore che funzionari governativi corrotti stessero per farla arrestare.

## Riconoscimenti
Nel 2021, in occasione della Giornata internazionale della donna, ha ricevuto l'International Women of Courage Award. La cerimonia è stata in parte virtuale a causa della pandemia del COVID-19 e ha incluso un saluto da parte della First Lady degli Stati Uniti, Jill Biden. Durante la cerimonia  Aifán ha parlato in particolare dei suoi attacchi alla corruzione, mantenendo la trasparenza e l'indipendenza del sistema giudiziario del Guatemala.